# فنیل پروپانوئات
فنیل پروپانوئات (به انگلیسی: Pentyl propanoate) با فرمول شیمیایی C۸H۱۶O۲ یک ترکیب شیمیایی با شناسه پاب‌کم ۱۲۲۱۷ است. که جرم مولی آن ۱۴۴٫۲۲ g/mol می‌باشد. 